# Life of the Party (Shawn Mendes)
Life of the Party è un brano musicale del cantante canadese Shawn Mendes tratto dal suo extended play The Shawn Mendes EP e dal suo album di debutto Handwritten, scritto da Ido Zmishlany e Scott Harris e registrato a Toronto.

## Classifiche

### Classifiche settimanali
| Classifica (2014) | Posizione massima |
| ----------------- | ----------------- |
| Belgio (Fiandre)  | 48                |
| Canada            | 9                 |
| Irlanda           | 34                |
| Nuova Zelanda     | 6                 |
| Regno Unito       | 99                |
| Repubblica Ceca   | 44                |
| Stati Uniti       | 24                |
| Svezia            | 37                |

### Classifiche di fine anno
| Classifica (2014) | Posizione |
| ----------------- | --------- |
| Canada            | 53        |